# Engelswacht
Engelswacht ist ein Ortsteil der Gemeinde Sundhagen im Landkreis Vorpommern-Rügen.

Engelswacht zwischen 1880 und 1920

## Geografie und Verkehr
Engelswacht liegt 14 Kilometer nordöstlich der Stadt Grimmen, 11,5 Kilometer südlich von Stralsund und 20 Kilometer nordwestlich von Greifswald. Einen Kilometer westlich des Ortes verläuft die als vierstreifige Autostraße ausgebaute Bundesstraße 96, durch den Ort verläuft seit 1863 die Bahnstrecke Greifswald–Stralsund und weiter östlich die Bundesstraße 105, die ehemalige B 96.

## Geschichte
Der Ort hieß bis zum Ende des 16. Jahrhunderts Cordshagen oder Kurtshagen. Daran erinnerte später noch lange die am vorbeifließenden Mühlenbach gelegene Kordshäger Mühle. Ab 1424 erwarb das Kartäuserkloster Marienehe bei Rostock Grundbesitz in Cordshagen, insgesamt vier Höfe. Diese kamen nach der Reformation über verschiedene Stationen 1570 in den Besitz des Adligen Gutzlaff Rotermund. Er legte die weiter unten erwähnte Wasserburg an und nannte seinen neuen Rittersitz in Engelswacht um. Belegt ist der Name seit 1596.
Von den Rotermunds kam das Gut per Schenkung durch Königin Christina an den schwedischen Obristen Christoff Brunell, dessen Nachkommen es an den aus Stralsund stammenden Etatrat und späteren Schlosshauptmann Martin Klinckowström veräußerten. Die Klinckowströms verkauften Engelswacht 1787 an die von Maltzahn, nach denen noch weitere Besitzer kamen, u. a. die von Schlichtkrull.
Nordwestlich des Ortes steht ein frühmittelalterlicher Grenzstein mit einem versteinerten Handabdruck; er ist als Bodendenkmal registriert. Für das spätere Gut war eine frühneuzeitliche Wasserburg die Grundlage. Der Rest einer rechteckigen Wehrgrabenanlage und die Grundmauernreste der Burg sind wichtige Bodendenkmale mit regionaler Bedeutung. Mitte des 18. Jahrhunderts wurde ein neuer Gutshof nebst barocker Parkanlage angelegt. Der Dorfplan des schwedischen Generalstabes von 1762 zeigt diese Anlage, die vom Hauslehrer der Familie von Klinckowström, Johann Christian Müller, in dessen im Stadtarchiv Stralsund aufbewahrter Autobiographie ausführlich beschrieben wird.
Engelswacht war 1835 laut preußischem Urmesstischblatt (PUM) ein Gutsdorf mit einem dominanten kompakten Gutshof mit großem Park und einer 700 Meter entfernten Katensiedlung der Landarbeiter ausgewiesen. Der Gutspark war zu der Zeit eine barocke Anlage.
1863 erfolgte der Bau der Bahnstrecke Greifswald–Stralsund, die den Ort in Gut und Dorf teilte. Der Ort hatte einen Bahnübergang mit Bahnwärter, aber keinen Haltepunkt.
1871 hatte Engelswacht folgende amtliche Statistik: 7 Wohngebäude, in denen 14 Haushaltungen vorhanden waren. Der Ort hatte 78 Einwohner, 1867 waren es noch 92. Alle hatten die evangelische Konfession.
1880 wurde das Gut laut Messtischblatt (MTB) erweitert und modernisiert. Der Gutspark war zu einem englischen Landschaftspark umgestaltet worden. Das Dorf war ein Straßendorf mit gleichbleibender Bebauung.
1920 war laut MTB keine strukturelle Veränderung bei Gut und Dorf ersichtlich.
Nach der Bodenreform von 1945 wurde das Gut aufgelöst, es blieben nur vier Wirtschaftsgebäude übrig. Am Dorf entstanden einige Neubauernhöfe und weitere wurden an der Straße nach Miltzow aufgebaut. Dort entstand dann auch ein Agrar-Industriekomplex der Tierhaltung, der sich nach 1990 weiter ausdehnte und modernisiert wurde.
Engelswacht gehörte zur Gemeinde Miltzow. Diese schloss sich am 7. Juni 2009 mit den Gemeinden Behnkendorf, Brandshagen, Horst, Kirchdorf, Reinberg und Wilmshagen zur neuen Gemeinde Sundhagen zusammen.

## Sehenswürdigkeiten
- Bodendenkmale Grenzstein Engelswacht und Relikte der Wasserburg

→ Siehe auch Liste der Baudenkmale in Sundhagen